# Pleiocarpa picralimoides
Pleiocarpa picralimoides är en oleanderväxtart som först beskrevs av Marcel Pichon, och fick sitt nu gällande namn av Omino. Pleiocarpa picralimoides ingår i släktet Pleiocarpa och familjen oleanderväxter. Inga underarter finns listade i Catalogue of Life.